# Brandenberger Ache
Brandenberger Ache är ett vattendrag i Österrike.   Det ligger i förbundslandet Tyrolen, i den västra delen av landet, 300 km väster om huvudstaden Wien.
I omgivningarna runt Brandenberger Ache växer i huvudsak blandskog. Runt Brandenberger Ache är det ganska tätbefolkat, med 90 invånare per kvadratkilometer.